# Megaselia exkaleybar
Megaselia exkaleybar is een vliegensoort uit de familie van de bochelvliegen (Phoridae). De wetenschappelijke naam van de soort werd voor het eerst geldig gepubliceerd in 2019 door Khameneh, Khaghaninia, Disney en Maleki-Ravasan.